# Loison-sur-Créquoise
Loison-sur-Créquoise település Franciaországban, Pas-de-Calais megyében. Lakosainak száma 261 fő (2022. január 1.). Loison-sur-Créquoise Saint-Denœux, Beaurainville, Contes, Hesmond, Marenla és Offin községekkel határos.

## Népesség
A település népességének változása:
| Lakosok száma | 243  | 249  | 261  | 266  | 269  | 271  | 278  | 269  | 261  |
|               | 2013 | 2015 | 2016 | 2017 | 2018 | 2019 | 2020 | 2021 | 2022 |